# Deutsch Evern

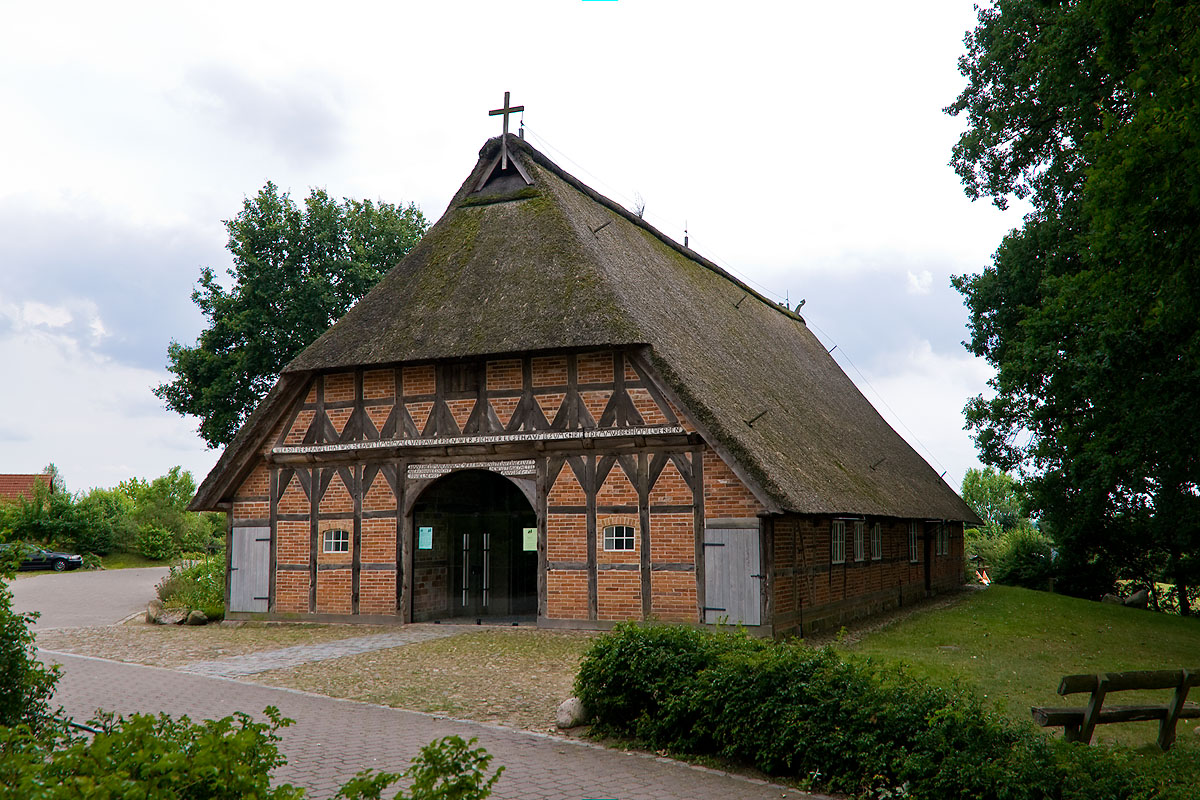
Martinuskirche (2007)

Deutsch Evern (niederdeutsch Düütsch Äwern) ist eine Gemeinde im niedersächsischen Landkreis Lüneburg.

## Geografische Lage
Deutsch Evern liegt zwischen dem Naturschutzgebiet Lüneburger Heide und dem Naturpark Wendland.Elbe an der Ilmenau. Als einwohnerstärkste Mitgliedsgemeinde gehört Deutsch Evern der Samtgemeinde Ilmenau an, die ihren Verwaltungssitz in der Gemeinde Melbeck hat. Die Gemeinde Deutsch Evern liegt als Vorort südöstlich der Stadt Lüneburg und bildet mit den Orten Adendorf, Bardowick und Reppenstedt sowie Vögelsen und Wendisch Evern einen dichter besiedelten Bereich um die Kernstadt mit zusammen etwa 30.000 Einwohnern. Der Name entstand im Zuge der beginnenden deutschen Ostsiedlung im 8./9. Jahrhundert im Gegensatz zum slawisch besiedelten Wendisch Evern.

## Geschichte
Am Ufer der Ilmenau wurden Steingeräte aus Feuerstein gefunden, die sich der Ahrensburger Kultur zurechnen lassen und in die jüngere Altsteinzeit vor etwa 12.000 Jahren datieren. Aus dem Ilmenaubereich der Nachbarorte Melbeck und Bienenbüttel liegen ähnliche Fundplätze vor, die ebenfalls in diese Zeit datiert werden. 
Auch gab es Ausgrabungen von Grabhügeln um das sogenannte Wandelfeld, deren letzten Exemplare in den 1970er Jahren von Friedrich Laux untersucht wurden. Die ältesten Grabhügel entstammen der ausgehenden Jungsteinzeit und der darauf folgenden Bronzezeit. Bekanntester Fund war die Bestattung einer reich mit Bronzeschmuck versehenen Frau, die in Grabhügel Nr. 17 ausgegraben wurde. Sie datiert in die mittlere Bronzezeit und ist etwa 3300 Jahre alt. Diese als „Dame von Deutsch Evern“ bezeichnete Bestattung gehört der Lüneburger Gruppe der älteren und mittleren Bronzezeit an. Die jüngsten bisher bekannt gewordenen Bestattungen im Umfeld der Gräbergruppe auf dem Wandelfeld entstammen der Eisenzeit. Die Funde verwahrt das Lüneburger Museum.
Urkundlich erstmals erwähnt wurde der heutige Ort Deutsch Evern spätestens um das Jahr 1148 in einer Urkunde des Bistums Verden. Von dem Ort leitet die heute nicht mehr existierende Adelsfamilie von Everingen ihre Herkunft ab. Sie taucht in mehreren mittelalterlichen Urkunden mit Besitzungen in einigen umliegenden Dörfern auf.

## Ortsname
Alte Bezeichnungen Deutsch Everns sind 1322 litonis nostri in Everinghe und 1774 Teutsch Evern. Im Gebiet rechts und links neben der Ilmenau hat in der früheren Zeit neben der germanischen eine slawische Volksgruppe gewohnt. In Evern steckt der Personenname „Ebur“.-ing- bedeutet „Siedlung der Sippe des …“, gemeint ist eine Person mit dem niederdeutschen Namen Ever, auf Hochdeutsch Eber.

## Politik
Die Gemeinde Deutsch Evern gehört zum Landtagswahlkreis 48 Elbe und zum Bundestagswahlkreis 38 Lüchow-Dannenberg – Lüneburg.

### Gemeinderat
Der Gemeinderat aus Deutsch Evern setzt sich aus 15 Ratsfrauen und Ratsherren zusammen. Die Ratsmitglieder werden durch eine Kommunalwahl für jeweils fünf Jahre gewählt.

Bei der Kommunalwahl 2021 ergab sich folgende Sitzverteilung:
| Gemeinderat 2021Insgesamt 15 Sitze - SPD: 4 - Grüne: 3 - UWI: 2 - FDP: 1 - FW: 1 - CDU: 4 |

Vorherige Sitzverteilungen:
| Wahljahr                                                          | CDU | UWI | SPD | Grüne | Gesamt   |
| 2016                                                              | 6   | 4   | 3   | 2     | 15 Sitze |
| __________________________ UWI: Unabh. Wählergemeinschaft Ilmenau |     |     |     |       |          |

### Bürgermeister
Der ehrenamtliche Bürgermeister Uwe Hauschild (SPD) wurde als Nachfolger von Hubert Ringe (CDU) gewählt.

## Wirtschaft und Infrastruktur
Neben ärztlicher Infrastruktur in einem Ärztehaus verfügt Deutsch Evern über eine Apotheke, Lebensmitteleinzelhändler sowie mehrere kleine Betriebe, die sich überwiegend in einem Gewerbegebiet in der Schützenstraße angesiedelt haben. Außerdem gibt es eine Tagespflegeeinrichtung und zwei Seniorenheime.

### Verkehr
Im Norden und Westen der Gemeinde verlaufen in unmittelbarer Nähe der Gemeinde die Bundesstraße 209 Lüneburg – Amelinghausen – Soltau und die Bundesstraße 4.
Die kürzeste straßengeführte Route aus der Innenstadt Lüneburgs bis in die Ortsmitte Deutsch Everns beträgt rund 6 km. Die Anbindung an das überregionale Schienennetz erfolgt in Lüneburg über die Bahnstrecke Lehrte–Hamburg-Harburg. Die Bedienung des Bahnhofes Deutsch Evern wurde zum Fahrplanwechsel im Mai 1976 aus wirtschaftlichen Gründen eingestellt. Deutsch Evern ist mit Buslinien an den Bahnhof Lüneburg angebunden. Im Schülerverkehr gibt es eine Linie, die Schulstandorte in Lüneburg und Embsen anfährt.

### Öffentliche Einrichtungen
Es bestehen zwei Kindergärten, die Gemeindeverwaltung, ein Jugendzentrum, ein Sportzentrum sowie eine Grundschule.

### Bildung
Deutsch Evern besitzt eine Grundschule namens „Ilmenau-Schule“, die neben dem Kindergarten „Villa Kunterbunt“ liegt. Die zweizügige Schule hat neun Lehrer und eine Förderlehrkraft.